# ビューリン半島
ビューリン半島 （ビューリンはんとう、Burin Peninsula）は、カナダ・ニューファンドランド島南岸の半島。

## 地理
ビューリン半島は島南岸から南西方向に向けて伸び、西のフォーチュン湾、東のプラセンティア湾を分けている。全長約130km、幅は15kmから30kmである。テレンスヴィルとモンクスタウンの間は、幅30kmの地峡でつながっている。
半島の南端は、フランス領のサンピエール島・ミクロン島に最も近い地点となる。半島の西側のフォーチュン港から、サン＝ピエール港まで、旅客用高速船が季節限定で運航される。
半島は、地元の人々や州の人々から『ブーツ』としても知られている。半島がブーツのような形をしているため、このニックネームがつけられた。
ビューリン半島の経済は海と結びついているため、その居住地のほとんどが海岸に面している。一部はアウトポート（ニューファンドランド独自の、海に面した集落）であり、道路との接続がない。

## 歴史
元々の名称はBuriaといい、16世紀にバスク人漁師によって名づけられた。
何世紀もの間、豊富に獲れるタラ、魚類、甲殻類に恵まれ、漁業の繁栄を支えた。最終的に大西洋北西部でのタラ漁が崩壊したことによって、1990年代半ば以降、地元で大量の失業問題が発生した。

### 1929年のグランドバンク地震
1929年11月28日、ニューファンドランド島グランドバンク南西で大地震が発生した。地震で海底が地滑りを起こし、ニューファンドランド島南岸とケープ・ブレトン島東岸に津波が到達した。ビューリン半島では27人が命を落とした。